# Jean-Pierre Bébéar
Jean-Pierre Bébéar (ur. 23 września 1942 w Saint-Astier) – francuski polityk, lekarz laryngolog, eurodeputowany w latach 1994–1999 i 2002–2004.

## Życiorys
Ukończył w latach 60. studia medyczne na Uniwersytecie w Bordeaux. Pracował w miejscowych szpitalach, odbywał praktykę podyplomową. W 1977 został wykładowcą z zakresu otorynolaryngologii oraz urazów głowy i szyi na macierzystej uczelni. W 1982 objął stanowisko dziekana wydziału. Został działaczem krajowych towarzystw lekarskich.
Należał do Partii Republikańskiej, z którą współtworzył Unię na rzecz Demokracji Francuskiej. Z UDF odszedł po odłączeniu się Demokracji Liberalnej. W 2002 z tą ostatnią przystąpił do Unii na rzecz Ruchu Ludowego. Od 1983 do 1989 był radnym aglomeracji Bordeaux.
W 1994 z listy UDF uzyskał mandat posła do Parlamentu Europejskiego IV kadencji. W 1999 bez powodzenia ubiegał się o reelekcję z ramienia gaullistów i liberałów, eurodeputowanym V kadencji został jednak w 2002. W PE był członkiem grupy chadeckiej, pracował m.in. w Komisji Rozwoju i Współpracy.